# Chiusi-Maler

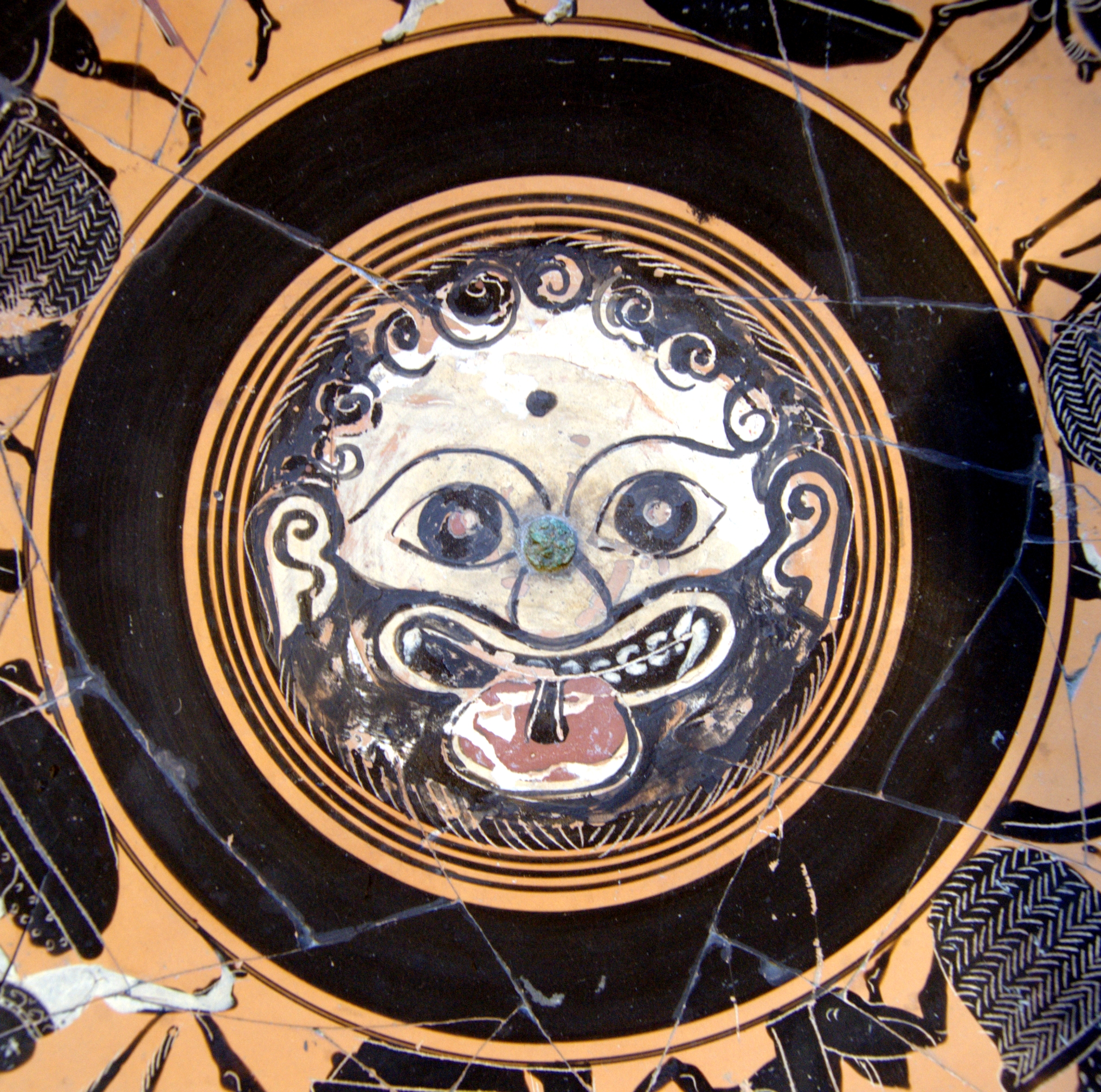
Tondo einer Schale mit der Darstellung einer Gorgo, Paris, Cabinet des Médailles 320

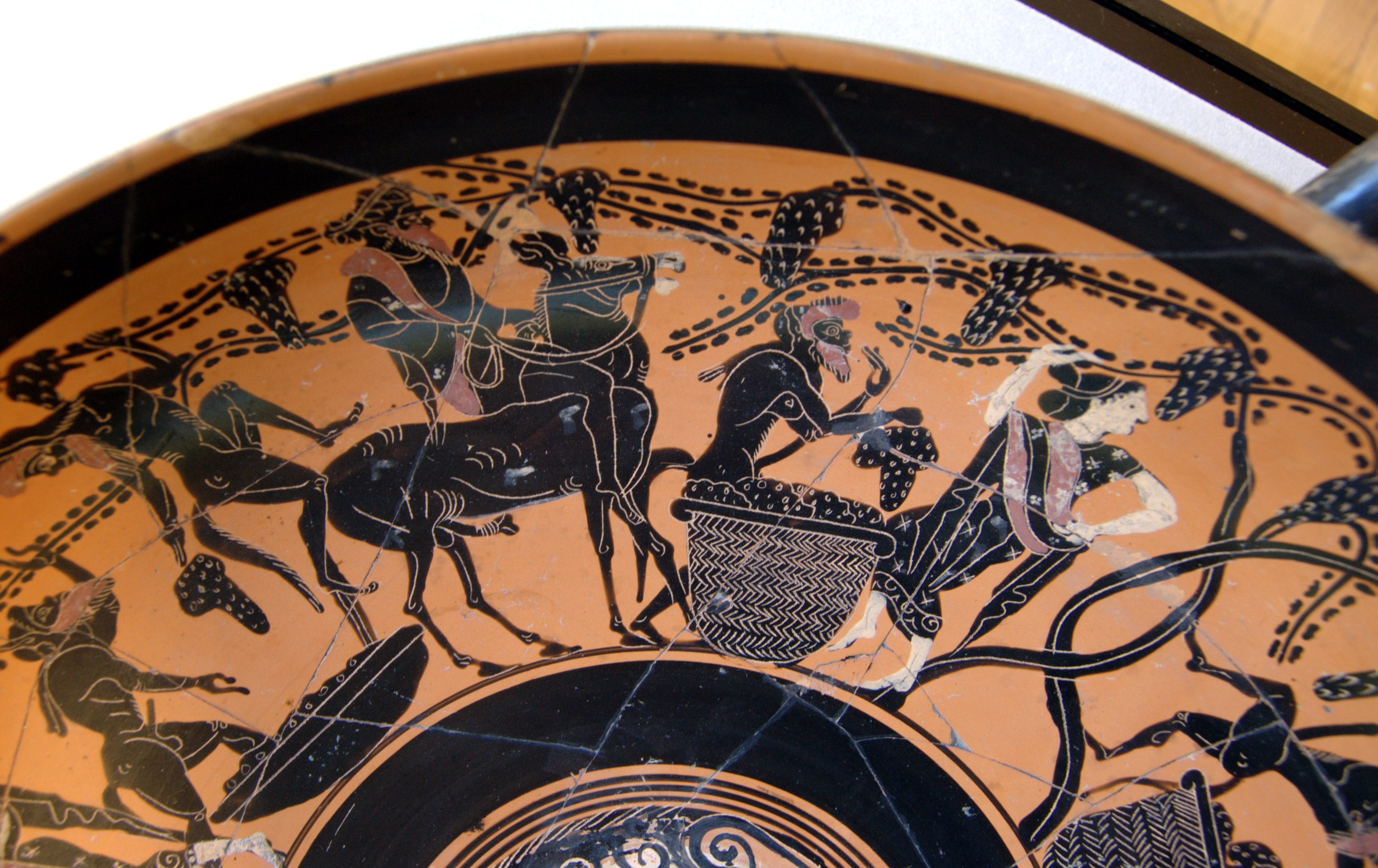
Umzug von Satyrn und Mänaden auf der Außenseite derselben Schale

Der Chiusi-Maler ist ein mit einem Notnamen benannter attisch-schwarzfiguriger Vasenmaler. Seine Werke werden in das letzte Viertel des 6. Jahrhunderts v. Chr. datiert. Benannt ist er nach einer Vase im Museum von Chiusi.
Der Chiusi-Maler ist ein Teil der sogenannten Leagros-Gruppe, der letzten großen und bedeutenden Gruppe von Vasenmalern des schwarzfigurigen Stils in Athen. Er hebt sich durch eine „langweilige Delikatesse“ (John Boardman) von anderen Vertretern der Gruppe ab, erreicht aber nicht die Originalität anderer Mitglieder der Gruppe, wie dem Acheloos-Malers.

## Belege
1. ↑  John Boardman: Schwarzfigurige Vasen aus Athen. Philipp von Zabern, Mainz 1977, S. 121.

| Personendaten    | Personendaten                                      |
| ---------------- | -------------------------------------------------- |
| NAME             | Chiusi-Maler                                       |
| KURZBESCHREIBUNG | attisch-schwarzfiguriger Vasenmaler                |
| GEBURTSDATUM     | 6. Jahrhundert v. Chr.                             |
| STERBEDATUM      | 6. Jahrhundert v. Chr. oder 5. Jahrhundert v. Chr. |